# Beta Coronae Australis
Beta Coronae Australis (β CrA / HD 178345 / HR 7259) es una estrella de magnitud aparente +4,12, la más brillante de la constelación de Corona Austral junto con Alfecca Meridiana (α Coronae Australis); mientras que en el Catálogo Hipparcos esta última aparece 0,02 magnitudes más brillante, el Bright Star Catalogue otorga la misma magnitud a ambas estrellas, +4,11.
Beta Coronae Australis es una gigante naranja —en rigor una gigante luminosa— de tipo espectral K0II situada aproximadamente a 510 años luz del sistema solar. Con una temperatura superficial de 4570 K, su luminosidad es 730 veces mayor que la del Sol; a modo de comparación, Menkent (θ Centauri) —gigante naranja «normal» cercana a la Tierra— es 12 veces menos luminosa que ella.
Como cabría esperar, Beta Coronae Australis es una estrella de gran tamaño incluso dentro de las gigantes. Su radio es 43 veces más grande que el del Sol, equivalente a 0,20 UA.
Hace unos 100 millones de años —su edad actual—, empezó su vida como una estrella caliente de tipo B.
Beta Coronae Australis se encuentra cerca de la «nube molecular de Corona Australis», región oscura de formación estelar cuya masa se estima en 7000 masas solares.
No obstante, no forma parte de ella, aunque se halla a solo 20 años luz del extremo de la misma.